# André Gertler
André Gertler (Budapest, 26 luglio 1907 – Bruxelles, 23 luglio 1998) è stato un violinista e insegnante ungherese.

## Biografia
André Gertler (in ungherese Gertler Endre) nacque a Budapest in Ungheria. 
Iniziò i suoi studi di violino all’età di sei anni, per proseguirli all'Accademia musicale Franz Liszt di Budapest sino al 1925 con diversi insegnanti tra cui Jenő Hubay. Studiò parallelamente armonia e composizione con Leó Weiner e Zoltán Kodály. Dal 1928 si perfezionò con Eugène Ysaÿe a Bruxelles. Iniziò ad esibirsi in Belgio e in diversi paesi europei. Nel 1931 fondò il Gertler Quartett che fu attivo per circa venti anni. Nel corso dei decenni successivi fu docente nei Conservatori di Bruxelles, Colonia e Hannover. 
Gertler fu un sostenitore della musica di Bartók e dei compositori contemporanei in generale. Al suo debutto all'Accademia ungherese di musica, poco prima di completare gli studi, presentò il Concerto di Hermann Suter e la Rapsodia di Volkmar Andreae. Bartók e Gertler si incontrarono presumibilmente nel 1926, iniziando a lavorare su diverse trascrizioni; nel corso degli anni successivi si esibirono spesso insieme. Gertler registrò l’opera integrale di Bartók che vinse il Grand prix du disque (1967). Mantenne nel suo repertorio di diverse composizioni del XX secolo, come Alban Berg, Malipiero, Casella, Darius Milhaud, Larsson, ma si impegnò per diffondere anche le musiche di compositori ungheresi noti e meno noti come Mátyás Seiber, Rezső Kókai, Béla Tardos. Nel corso della sua carriera fu in contatto con Igor' Fëdorovič Stravinskij, Darius Milhaud, Paul Hindemith e Karl Amadeus Hartmann.  
È stato componente di giuria di molti concorsi internazionali. Tra i suoi allievi si ricordano: Joshua Epstein, Rudolf Werthen, André Rieu, Yossi Zivoni, Carola Nasdala, Hedwig Pirlet-Reiners, Michel Bessler, Josette Esquedin e Ronald Masin. Scrisse e pubblicò le cadenze per il Concerto di Beethoven e per il Concerto n. 3 di Mozart.

## Pubblicazioni - Revisioni
- André Gertler, 3 Cadenzas for the Violin Concerto of Beethoven and the Violin Concerto of Mozart for violin, Universal [UE15769], Vienna
- Alfredo Casella, Concerto in la minore per violino e orchestra [1928]; trascrizione per violino e pianoforte dell'autore; revisione e diteggiatura di André Gertler, Universal edition, Vienna, 1929; [rist.] 1956
- Béla Bartók, Sonatine pour violon et piano, Budapest, Edito Musica Budapest, transcription par André Gertler, Editio Musica, Budapest, 1950